# Louisvale
Louisvale is een dorp in de gemeente Dawid Kruiper in de Zuid-Afrikaanse provincie Noord-Kaap. Het is een landelijke nederzetting gelegen op de zuidelijke oever van de Oranjerivier in de buurt van Upington. De regionale weg R359 doet het plaatsje aan. Het is het hart van het rozijnen- en sultanabedrijf.